# Violante Placido

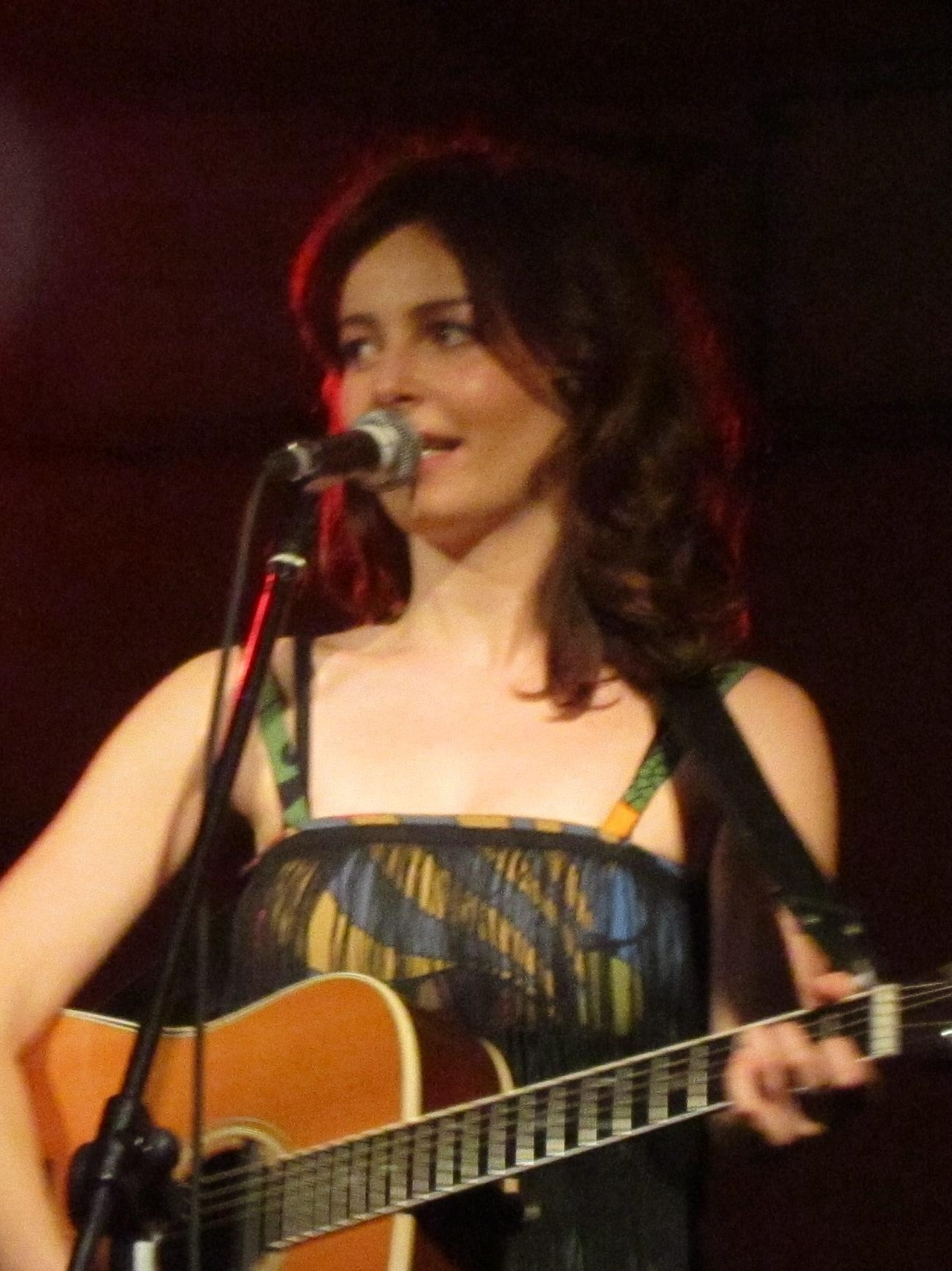
Violante Placido bei einem Konzert (2006)

Violante Placido (* 1. Mai 1976 in Rom) ist eine italienische Schauspielerin und Sängerin. Sie ist die Tochter des Schauspielers, Regisseurs und Drehbuchautors Michele Placido und der Schauspielerin Simonetta Stefanelli.

## Karriere
Ihr Schauspieldebüt hatte Placido an der Seite ihres Vaters in Quattro bravi ragazzi im Jahr 1993. Die erste wichtige Rolle spielte sie 2002 in Sergio Rubinis L’anima gemella. Einem internationalen Publikum bekannt wurde sie im Jahr 2010 an der Seite von George Clooney in The American.
Unter dem Pseudonym Viola veröffentlichte Placido 2006 das Album Don’t Be Shy… mit zehn selbst geschriebenen und überwiegend englischsprachigen Liedern. Im selben Jahr nahm sie mit Bugo das Duett Amore mio infinito auf.

## Filmografie (Auswahl)
- 1993 Quattro bravi ragazzi, Regie: Claudio Camarca
- 1996 Vite strozzate, Regie: Ricky Tognazzi
- 1996 Jack Frusciante è uscito dal gruppo, Regie: Enza Negroni
- 2002 Ciao America, Regie: Frank Ciota
- 2002 L’anima gemella, Regie: Sergio Rubini
- 2004 Ovunque sei, Regie: Michele Placido
- 2005 Karol – Ein Mann, der Papst wurde (Karol, un uomo diventato Papa), Regie: Giacomo Battiato
- 2006 La cena per farli conoscere, Regie: Pupi Avati
- 2007 Krieg und Frieden (War and Peace, Miniserie)
- 2007 Lezioni di cioccolato, Regie: Claudio Cupellini
- 2009 Barah Aana, Regie: Raja Menon
- 2010 The American, Regie: Anton Corbijn
- 2011 Ghost Rider: Spirit of Vengeance, Regie: Mark Neveldine, Brian Taylor
- 2012 The Lookout – Tödlicher Hinterhalt (Le guetteur), Regie: Michele Placido
- 2014 Transporter – Die Serie (Transporter: The Series, Fernsehserie, 11 Episoden)
- 2016 7 Minutes (7 minuti), Regie: Michele Placido
- 2018 Restiamo amici, Regie: Antonello Grimaldi
- 2019 Modalità aereo, Regie: Fausto Brizzi
- 2019 Enrico Piaggio – Vespa, Regie: Umberto Marino (Fernsehfilm)
- 2022 Femminile Singolare, Regie: Elena Beatrice, James Bort, Rafael Farina Issas
- 2022 Il giorno più bello, Regie: Andrea Zalone
- 2022 Improvvisamente Natale, Regie: Francesco Patierno
- 2023 Evelyn in the Cloud, Regie: Anna Di Francisca
- 2023 Improvvisamente a Natale mi sposo, Regie: Francesco Patierno
- 2025: La Dolce Villa

## Diskografie
- 2006 Don’t Be Shy…

## Auszeichnungen (Auswahl)
- 2004 David di Donatello Nominierung als beste Schauspielerin (Migliore Attrice Protagonista) für: Che ne sarà di noi
- Golden Graals
  - 2008 Nominierung als beste komödiantische Schauspielerin (Migliore Attrice di Commedia) für: Lezioni di cioccolato
  - 2007 Nominierung als beste komödiantische Schauspielerin (Migliore Attrice di Commedia) für: Il giorno + bello
  - 2005 Nominierung als beste komödiantische Schauspielerin (Migliore Attrice di Commedia) für: Che ne sarà di noi
- 2013 Nastro d’Argento Nominierung für den besten Song (Migliore Canzone) für: „Hey Sister“ im Film Evil Things

## Belege
1. ↑  Guido Racca & Chartitalia: Top 100 FIMI Singoli. Lulu, 2013, S. 75.

| Personendaten    | Personendaten                            |
| ---------------- | ---------------------------------------- |
| NAME             | Placido, Violante                        |
| KURZBESCHREIBUNG | italienische Schauspielerin und Sängerin |
| GEBURTSDATUM     | 1. Mai 1976                              |
| GEBURTSORT       | Rom                                      |